# Aleurocanthus bangalorensis
Aleurocanthus bangalorensis es un hemíptero de la familia Aleyrodidae, subfamilia Aleyrodinae. Fue descrita científicamente en 2004 por Dubey & Sundararaj.